# Krstac (Republika Serbska)
Krstac (cyr. Крстац) – wieś w Bośni i Hercegowinie, w Republice Serbskiej, w gminie Čajniče. W 2013 roku liczyła 4 mieszkańców.